# Hötjärnen (Ovansjö socken, Gästrikland)
Hötjärnen är en sjö i Sandvikens kommun i Gästrikland och ingår i Gavleåns huvudavrinningsområde. Sjön är 1,4 meter djup, har en yta på 0,026 kvadratkilometer och är belägen 136 meter över havet.